# Messerschmitt P.1108
Die Messerschmitt P.1108 war ein strategisches Bomberprojekt, das von der Messerschmitt AG Anfang 1945 geplant war.

## Technische Daten
| Kenngröße       | Daten (P.1108/I, Nurflügler)      | Daten (Zeichn.-Nr. IX-126, Rumpfflugzeug) |
| --------------- | --------------------------------- | ----------------------------------------- |
| Besatzung       | 3                                 | 4                                         |
| Spannweite      | 20,00 m                           | 19,80 m                                   |
| Länge           | 14,60 m                           | 18,20 m                                   |
| Höhe            | 4,50 m                            |                                           |
| Flügelfläche    | 120 m²                            | 60 m²                                     |
| Pfeilung        |                                   | 35°                                       |
| Startmasse      | 34.660 kg                         | 35.000 kg                                 |
| Antrieb         | vier Heinkel HeS 011, je 1.300 kg | vier Heinkel HeS 011, je 1.300 kg         |
| Geschwindigkeit | 800–980 km/h                      | 1.030 km/h                                |
| Reichweite      | 7.000 km                          | 7.000 km                                  |
| Abwurfmunition  | 4.000 kg                          | 4.000 kg                                  |